# Europees kampioenschap basketbal vrouwen 1974
Het 14e Europees kampioenschap basketbal vrouwen vond plaats van 23 augustus tot 3 september 1974 in Italië. 13 nationale teams speelden in Sassari, Nuoro en Cagliari om de Europese titel.

## Voorronde
Gastland Italië is automatisch geplaatst voor de hoofdronde, de overige 12 deelnemende landen zijn onderverdeeld in drie poules van vier landen. De top twee van elke poule plaatsten zich voor de hoofdronde, de overige landen speelden om de achtste plaats.

### Groep A
| Datum       | Land                     | Score    | Land        |
| ----------- | ------------------------ | -------- | ----------- |
| 23 augustus | Bondsrepubliek Duitsland | 47 – 106 | Sovjet-Unie |
| 23 augustus | Hongarije                | 65 – 57  | Joegoslavië |
| 24 augustus | Bondsrepubliek Duitsland | 54 – 75  | Joegoslavië |
| 24 augustus | Sovjet-Unie              | 80 – 64  | Hongarije   |
| 25 augustus | Bondsrepubliek Duitsland | 36 – 50  | Hongarije   |
| 25 augustus | Joegoslavië              | 53 – 91  | Sovjet-Unie |

| Groep A |                          |             |             |             |            |            |            |        |
| #       | Land                     | Wedstrijden | Wedstrijden | Wedstrijden | Doelpunten | Doelpunten | Doelpunten | Punten |
| #       | Land                     | G           | W           | V           | V          | T          | Saldo      | Punten |
| 1       | Sovjet-Unie              | 3           | 3           | 0           | 277        | 164        | +113       | 6      |
| 2       | Hongarije                | 3           | 2           | 1           | 179        | 173        | +6         | 5      |
| 3       | Joegoslavië              | 3           | 1           | 2           | 185        | 210        | -25        | 4      |
| 4       | Bondsrepubliek Duitsland | 3           | 0           | 3           | 137        | 231        | -94        | 3      |

### Groep B
| Datum       | Land      | Score   | Land     |
| ----------- | --------- | ------- | -------- |
| 23 augustus | Bulgarije | 79 – 69 | Roemenië |
| 23 augustus | Polen     | 84 – 50 | Spanje   |
| 24 augustus | Bulgarije | 84 – 67 | Spanje   |
| 24 augustus | Roemenië  | 68 – 63 | Polen    |
| 25 augustus | Bulgarije | 76 – 69 | Polen    |
| 25 augustus | Spanje    | 72 – 76 | Roemenië |

| Groep B |           |             |             |             |            |            |            |        |
| #       | Land      | Wedstrijden | Wedstrijden | Wedstrijden | Doelpunten | Doelpunten | Doelpunten | Punten |
| #       | Land      | G           | W           | V           | V          | T          | Saldo      | Punten |
| 1       | Bulgarije | 3           | 3           | 0           | 239        | 205        | +34        | 6      |
| 2       | Roemenië  | 3           | 2           | 1           | 213        | 214        | -1         | 5      |
| 3       | Polen     | 3           | 1           | 2           | 216        | 194        | +22        | 4      |
| 4       | Spanje    | 3           | 0           | 3           | 189        | 244        | -55        | 3      |

### Groep C
| Datum       | Land              | Score    | Land       |
| ----------- | ----------------- | -------- | ---------- |
| 23 augustus | Tsjecho-Slowakije | 64 – 42  | Nederland  |
| 23 augustus | Frankrijk         | 88 – 43  | Denemarken |
| 24 augustus | Tsjecho-Slowakije | 103 – 34 | Denemarken |
| 24 augustus | Nederland         | 54 – 55  | Frankrijk  |
| 25 augustus | Tsjecho-Slowakije | 53 – 48  | Frankrijk  |
| 25 augustus | Denemarken        | 44 – 64  | Nederland  |

| Groep C |                   |             |             |             |            |            |            |        |
| #       | Land              | Wedstrijden | Wedstrijden | Wedstrijden | Doelpunten | Doelpunten | Doelpunten | Punten |
| #       | Land              | G           | W           | V           | V          | T          | Saldo      | Punten |
| 1       | Tsjecho-Slowakije | 3           | 3           | 0           | 220        | 124        | +96        | 6      |
| 2       | Frankrijk         | 3           | 2           | 1           | 191        | 150        | +41        | 5      |
| 3       | Nederland         | 3           | 1           | 2           | 160        | 163        | -3         | 4      |
| 4       | Denemarken        | 3           | 0           | 3           | 121        | 255        | -134       | 3      |

## Hoofdronde
Onderlinge resultaten uit de voorronde telden mee voor de hoofdronde.

### Groep X
| Datum       | Land              | Score    | Land              |
| ----------- | ----------------- | -------- | ----------------- |
| 27 augustus | Tsjecho-Slowakije | 60 – 40  | Italië            |
| 28 augustus | Bulgarije         | 76 – 74  | Frankrijk         |
| 28 augustus | Tsjecho-Slowakije | 58 – 104 | Sovjet-Unie       |
| 28 augustus | Roemenië          | 45 – 52  | Italië            |
| 29 augustus | Tsjecho-Slowakije | 64 – 55  | Hongarije         |
| 29 augustus | Roemenië          | 41 – 99  | Sovjet-Unie       |
| 29 augustus | Frankrijk         | 46 – 42  | Italië            |
| 31 augustus | Roemenië          | 56 – 67  | Hongarije         |
| 31 augustus | Sovjet-Unie       | 84 – 38  | Frankrijk         |
| 31 augustus | Bulgarije         | 44 – 53  | Italië            |
| 1 september | Roemenië          | 65 – 81  | Tsjecho-Slowakije |
| 1 september | Frankrijk         | 39 – 53  | Hongarije         |
| 1 september | Sovjet-Unie       | 95 – 69  | Bulgarije         |
| 2 september | Hongarije         | 56 – 53  | Bulgarije         |
| 2 september | Sovjet-Unie       | 81 – 32  | Italië            |
| 3 september | Frankrijk         | 66 – 67  | Roemenië          |
| 3 september | Tsjecho-Slowakije | 72 – 71  | Bulgarije         |
| 3 september | Hongarije         | 44 – 51  | Italië            |

| Groep X |                   |             |             |             |            |            |            |        |
| #       | Land              | Wedstrijden | Wedstrijden | Wedstrijden | Doelpunten | Doelpunten | Doelpunten | Punten |
| #       | Land              | G           | W           | V           | V          | T          | Saldo      | Punten |
| 1       | Sovjet-Unie       | 6           | 6           | 0           | 543        | 302        | +241       | 12     |
| 2       | Tsjecho-Slowakije | 6           | 5           | 1           | 388        | 383        | +5         | 11     |
| 3       | Italië            | 6           | 3           | 3           | 270        | 320        | -50        | 9      |
| 4       | Hongarije         | 6           | 3           | 3           | 339        | 343        | -4         | 9      |
| 5       | Bulgarije         | 6           | 2           | 4           | 392        | 419        | -27        | 8      |
| 6       | Roemenië          | 6           | 1           | 5           | 343        | 444        | -101       | 7      |
| 7       | Frankrijk         | 6           | 1           | 5           | 311        | 375        | -64        | 7      |

## Plaatsingswedstrijden 8e-13e plaats
Onderlinge resultaten uit de voorronde telden mee voor de plaatsingsronde.

### Groep X
| Datum       | Land                     | Score    | Land                     |
| ----------- | ------------------------ | -------- | ------------------------ |
| 27 augustus | Denemarken               | 54 – 64  | Bondsrepubliek Duitsland |
| 27 augustus | Polen                    | 51 – 53  | Joegoslavië              |
| 28 augustus | Nederland                | 54 – 53  | Spanje                   |
| 28 augustus | Bondsrepubliek Duitsland | 44 – 87  | Polen                    |
| 29 augustus | Spanje                   | 71 – 49  | Denemarken               |
| 29 augustus | Joegoslavië              | 72 – 58  | Nederland                |
| 31 augustus | Polen                    | 100 – 24 | Denemarken               |
| 31 augustus | Nederland                | 45 – 51  | Bondsrepubliek Duitsland |
| 1 september | Spanje                   | 71 – 80  | Joegoslavië              |
| 1 september | Polen                    | 77 – 54  | Nederland                |
| 2 september | Joegoslavië              | 80 – 42  | Denemarken               |
| 2 september | Spanje                   | 41 – 49  | Bondsrepubliek Duitsland |

| Groep X |                          |             |             |             |            |            |            |        |
| #       | Land                     | Wedstrijden | Wedstrijden | Wedstrijden | Doelpunten | Doelpunten | Doelpunten | Punten |
| #       | Land                     | G           | W           | V           | V          | T          | Saldo      | Punten |
| 8       | Joegoslavië              | 5           | 5           | 0           | 360        | 276        | +84        | 10     |
| 9       | Polen                    | 5           | 4           | 1           | 399        | 225        | +174       | 9      |
| 10      | Bondsrepubliek Duitsland | 5           | 3           | 2           | 262        | 302        | -40        | 8      |
| 11      | Nederland                | 5           | 2           | 3           | 275        | 297        | -22        | 7      |
| 12      | Spanje                   | 5           | 1           | 4           | 286        | 316        | -30        | 6      |
| 13      | Denemarken               | 5           | 0           | 5           | 213        | 379        | -166       | 5      |

## Eindrangschikking
| Goud   | Sovjet-Unie       |
| Zilver | Tsjecho-Slowakije |
| Brons  | Italië            |
| 4      | Hongarije         |
| 5      | Bulgarije         |
| 6      | Roemenië          |
| 7      | Frankrijk         |

| 8  | Joegoslavië              |
| 9  | Polen                    |
| 10 | Bondsrepubliek Duitsland |
| 11 | Nederland                |
| 12 | Spanje                   |
| 13 | Denemarken               |

1938 · 
1950 · 
1952 · 
1954 · 
1956 · 
1958 · 
1960 · 
1962 · 
1964 · 
1966 · 
1968 · 
1970 · 
1972 · 
1974 · 
1976 · 
1978 · 
1980 · 
1981 · 
1983 · 
1985 · 
1987 · 
1989 · 
1991 · 
1993 · 
1995 · 
1997 · 
1999 · 
2001 · 
2003 · 
2005 · 
2007 · 
2009 · 
2011 · 
2013 · 
2015 · 
2017 · 
2019 · 
2021 · 
2023